# Horst-Günter Wagner
Horst-Günter Wagner (* 19. Mai 1935 in Chemnitz) ist ein deutscher Geograph. Er war von 1975 bis 2000 Professor an der Universität Würzburg.

## Leben
Wagner studierte 1962 Geographie, Geschichte und Deutsch für Höheres Lehramt. Er promovierte 1960 bei Horst Mensching und Julius Büdel, seine Habilitation erfolgte 1967 an der TU Hannover. Danach war Wagner von 1970 bis 1975 Professor für Geographie an der Universität Kiel. Von 1975 bis 2000 war er Inhaber des Lehrstuhls Wirtschaftsgeographie an der Universität Würzburg.
Seine Arbeitsgebiete sind die Wirtschaftsgeographie im Mittelmeerraum, in Nord- und Westafrika, in der Kaukasus-Region und in Unterfranken.

## Forschungsgebiete
Sein wissenschaftliches Interesse galt der Wirtschafts- und Sozialgeographie sowie der historisch-genetischen Kulturlandschaftsentwicklung Am Beginn stand eine Untersuchung des mediterranen Agrar- und Wirtschaftsraumes im Umkreis des Vesuv und im Golf von Neapel (1967). Im Rahmen des „Afrikakartenwerkes“ der Deutschen Forschungsgemeinschaft  entstanden ab 1970 Publikationen zur Siedlungs- und Bevölkerungsentwicklung in Algerien und Tunesien. Kartierungen der Altstadt von Tunis 1969 und 1989 zeigten deren Nutzungswandel. Die mediterranen Untersuchungen wurden u. a. im Rahmen von insgesamt 14 DFG-finanzierten Projekten durchgeführt. 1981 wurde als Lehrbuch eine Einführung in die Wirtschaftsgeographie mit dem Leitziel der Wirtschaftsraum-Analyse vorgelegt (Westermann-Verlag), die bis 1998 in 3 Auflagen erschien. In Westafrika konnten durch Mitarbeit beim BundesMin. für Entwicklung und wirtschaftliche Zusammenarbeit in Kamerun, Mali, Burkina Faso und Sierra Leone Untersuchungen zu Folgen des Infrastruktur- und Verkehrsausbaus durchgeführt werden. Teilnehmend folgte ein von Mitarbeiter initiiertes DFG-Projekt in Senegal. Es hatte die Erfassung von Getreideanbau (Mais, Hirse) und deren Vermarktung zum Ziel. Wiederholte weitere Forschungsaufenthalte in Ländern des Mittelmeergebietes führten zur Buchveröffentlichung „Mittelmeerraum“ (2001 und 2011, Wissensch. Buchgesellschaft). Kürzere Aufenthalte erfolgten in Namibia, den Staaten der ehemaligen UdSSR (Wissenschaftleraustausch bei der Akademie der Wissenschaften der UdSSR) und in der Kaukas-Kaspiregion. Nach der Emeritierung hielt er sich mehrfach zu Geländestudien in Staaten des Vorderen Orients auf: Syrien, Jordanien, Israel, Palästinensische Autonomiegebiete (Westbank) und Ägypten. Seit 2017 erfolgte eine Wiederaufnahme von Beobachtungen zur historischen Bodenerosion im Gebiet des Taubertales mit Vergleichen zu den 1958/59 durchgeführten Untersuchungen (Publikation 2018). Ein jüngstes Projekt fasste die langjährigen Arbeiten am Golf von Neapel zur Verstädterung der traditionellen Agrarlandschaft zusammen (2022).

## Publikationen
- (mit Horst Mensching): Geographische Landesaufnahme: Die naturräumlichen Einheiten auf Blatt 152 Würzburg. Bundesanstalt für Landeskunde, Bad Godesberg 1963. → Online-Karte (PDF; 5,3 MB)
- Klimatologische Beobachtungen in Südostspitzbergen 1960. Wiesbaden 1965 = Ergebn. d. Stauferlandexpedition H. 10
- Die Kulturlandschaft am Vesuv. Eine agrargeogr. Strukturanalyse. Hannover 1967 = Jb. d. Geogr. Gesellschaft Hannover
- Bevölkerungsgeographie Nordafrika (Tunesien, Ostalgerien), Berlin 1981, Afrika-Kartenwerk d. DFG, Blatt 8
- Siedlungsgeographie Nordafrika (Tunesien, Ostalgerien), Berlin 1983, Afrika-Kartenwerk d. DFG, Blatt 9
- Wirtschaftsräumliche Folgen von Straßenbauprojekten in westafrikanischen Ländern, Kamerun, Burkina-Faso, Mali, Sierra Leone. Würzburg 1984, = Würzb. Geogr. Arb. 62
- Übervölkerung, agrare Tragfähigkeit und deren geoökologische Grundlagen in Westafrika. S. 167–209, in: Lindauer, M. u. A. Schöpf (Hrsg.): Die Erde, unser Lebensraum. Überbevölkerung und Unterbevölkerung als Probleme einer Populationsdynamik. Stuttgart 1987
- Südliche Sowjetunion. Würzburg 1989, 430 S. ISSN 0931-8623 = Würzburger Geographische Manuskripte 24. Als Open Access frei zugänglich: Universitäts-Bibliothek Würzburg OPUS.
- Sowjetunion - Ein Land im Umbau. Beobachtungen und Materialien (Herbst 1988). Würzburger Geographische Arbeiten, Heft 73. im Zentralen Verzeichnis Antiquarischer Bücher (ZVAB) (deutsch)
- Mezzogiorno. Köln 1991 (= Problemräume Europas. Bd. 10)
- Wirtschaftsgeographie. Braunschweig. 3. Aufl. 1998 = Das Geogr. Seminar (Westermann). ISBN 3-14-160296-4.
- Die Stadtentwicklung Würzburgs 1814–2000. In: Ulrich Wagner (Hrsg.): Geschichte der Stadt Würzburg. 4 Bände, Band I–III/2, Theiss, Stuttgart 2001–2007; III/1–2: Vom Übergang an Bayern bis zum 21. Jahrhundert. 2007, ISBN 978-3-8062-1478-9, S. 396–426 und 1298–1302.
- Mittelmeerraum, Darmstadt, 2. Aufl. 2011, 229 S., Wissenschaftliche Buchgesellschaft, Reihe Länderkunden
- zusammen mit Helga Wagner: Die Veränderungen der Agrarlandschaft im mittleren Leinetal. Eine Fallstudie aus dem südlichen Niedersachsen zur historischen Wirtschaftsgeographie. Würzburg 2016, 132 S., 25 Abb., Literatur. ISSN 0931-8623 = Würzburger Geographische Manuskripte 84.
- Bodenerosion in der historischen Agrarlandschaft des Taubertales. Würzburg 2018, 182 S., 140 Abb., Literatur. ISSN 0931-8623 = Würzburger Geographische Manuskripte 88. Als Open Access frei zugänglich: Universitäts-Bibliothek Würzburg OPUS.
- Golf von Neapel. Landschaftswandel durch Verstädterung. Darmstadt 2022, 172 S. Literatur. Wissenschaftliche Buchgesellschaft Academic. ISBN 978-3-534-40635-7. Auch als Open Access frei zugänglich über den Verlag WBG und die Universitäts-Bibliothek Würzburg über Programm OPUS.
- Verstädterung am Golf von Neapel. Langzeitdokumentation zu Flächennutzungskonkurrenzen. Würzburg 2024. Würzburger Geographische Manuskripte Heft 90, 164 S. ISSN 0931-8623